# Τ
Tau (Τ ou τ; em grego:  ταυ, transl.: taf) é a décima nona letra do alfabeto grego. No sistema numérico grego vale 300. No modo matemático do LaTeX, é representada por: {\displaystyle \mathrm {T} } e {\displaystyle \tau }.

## Classificação
- Alfabeto = Alfabeto grego
- Fonética = /Te/, Letra T